# 三ノ輪橋停留場
三ノ輪橋停留場（みのわばしていりゅうじょう）は、東京都荒川区南千住一丁目にある東京都交通局都電荒川線（東京さくらトラム）の停留場。駅番号はSA 01。
都電荒川線の始発停留場であり、停留場位置は日光街道（国道4号）の西側やや奥にある。関東の駅百選認定駅の一つ。

## 歴史
現存する停留場に先立ち、1911年（明治44年）に当時の東京鉄道によって日光街道上に三輪橋（三ノ輪橋）停留場が設けられた。これらは後に東京市電（→東京都電車）三ノ輪線となり、王子電気軌道が東京市電に統合され三河島線（後に荒川線）となった後は、場所が離れた2つの都電乗降場が存在する形態となった（両者の線路は接続されていなかった）。その後、日光街道の路線（21・31系統）が1969年（昭和44年）に廃止され、現在の停留場のみとなった。
なお、かつては近隣に21・31系統の運行を担当する三ノ輪電車営業所および車庫が存在したが、こちらも両系統の廃止とともに役目を終え、跡地は都営住宅となっている。
三ノ輪橋の名前は、かつて付近を流れていた石神井用水（音無川）と日光街道の交点に架かっていた橋に由来する。過去には路線図や方向幕で「三輪橋」と表記された例もあったが、現行の案内では「三ノ輪橋」で統一されている。
日光街道から行くとビルの中を通って当停留場に来る形となるが、このビルはかつて王子電気軌道が所有していたビルであり、地元では今でも「王電ビル」と呼ばれることがある。
- 1911年（明治44年）
  - 4月16日：東京鉄道の停留場として開業。当時は終点。
  - 8月1日：東京市の東京鉄道買収に伴い、東京市電三ノ輪線の停留場となる。
- 1912年（明治45年）12月29日：三ノ輪線が千住大橋停留場まで延伸され、途中駅となる。
- 1913年（大正2年）4月1日：王子電気軌道の停留場が開業、東京市電との接続地点となる。
- 1942年（昭和17年）2月1日：王子電気軌道が東京市に買収され、東京市電三河島線（現・荒川線）となる。
- 1943年（昭和18年）7月1日：東京都制施行に伴い、東京都電車の停留場となる。
- 1969年（昭和44年）10月26日：三ノ輪線廃止。
- 1978年（昭和53年）：ワンマン運転に伴う改修工事を実施。これにより、従来対向式ホーム2本だった構造が、1本の線路の両側に乗降を分離したホームを備える形となる。同時にホームのかさ上げを実施。
- 1997年（平成9年）：関東の駅百選に認定。認定理由は「春には見事なバラが咲き揃う都内唯一の都電が走る停留場」。
- 2007年（平成19年）5月26日：9000形の営業運転開始に合わせて全面リニューアルを行い、レトロ風の外観になる[3]。
- 2018年（平成30年）10月21日：停留場近くに都交通局が案内所「三ノ輪橋おもいで館」を開設[4]。

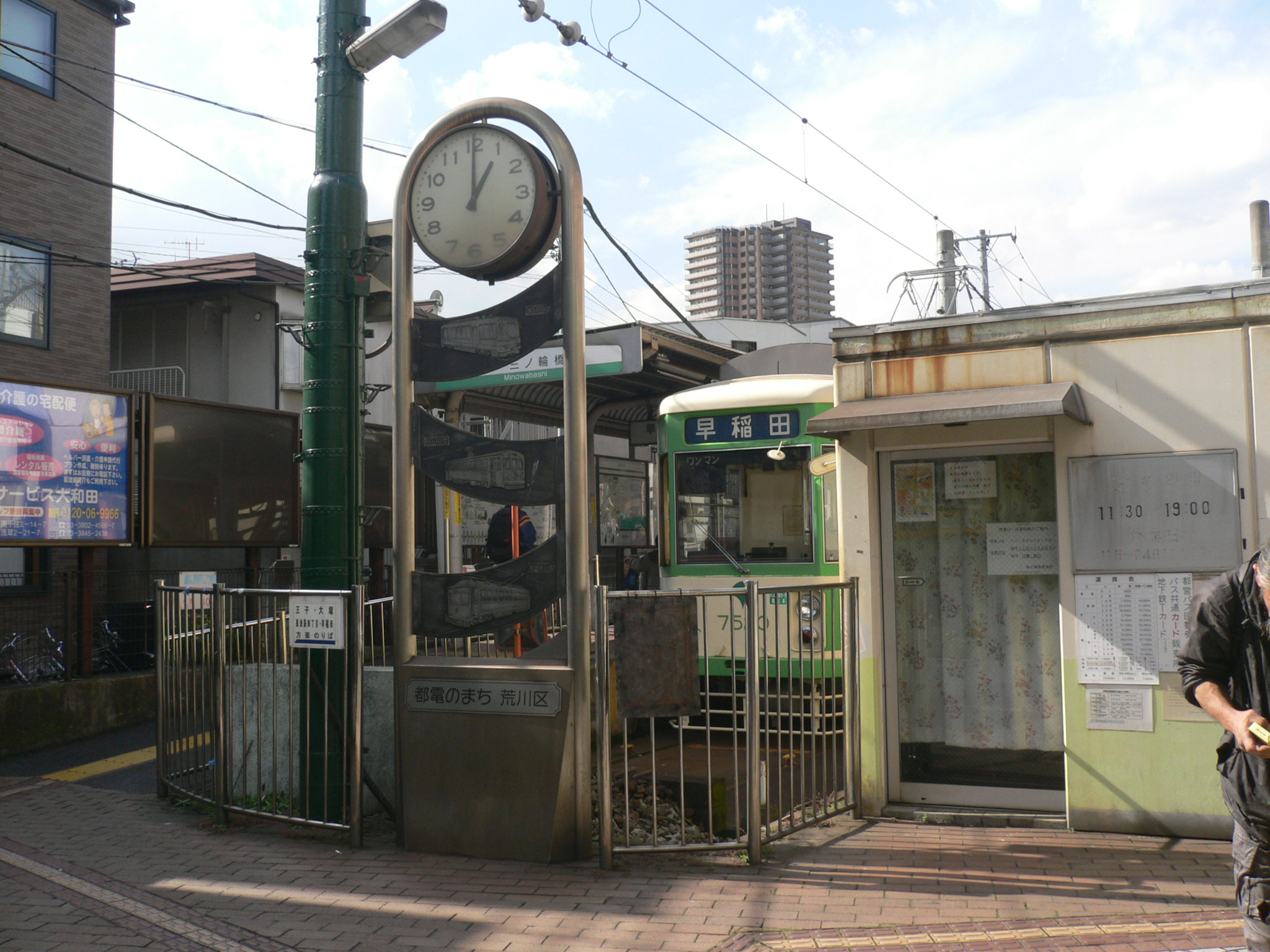
リニューアル以前の停留場（2005年10月）
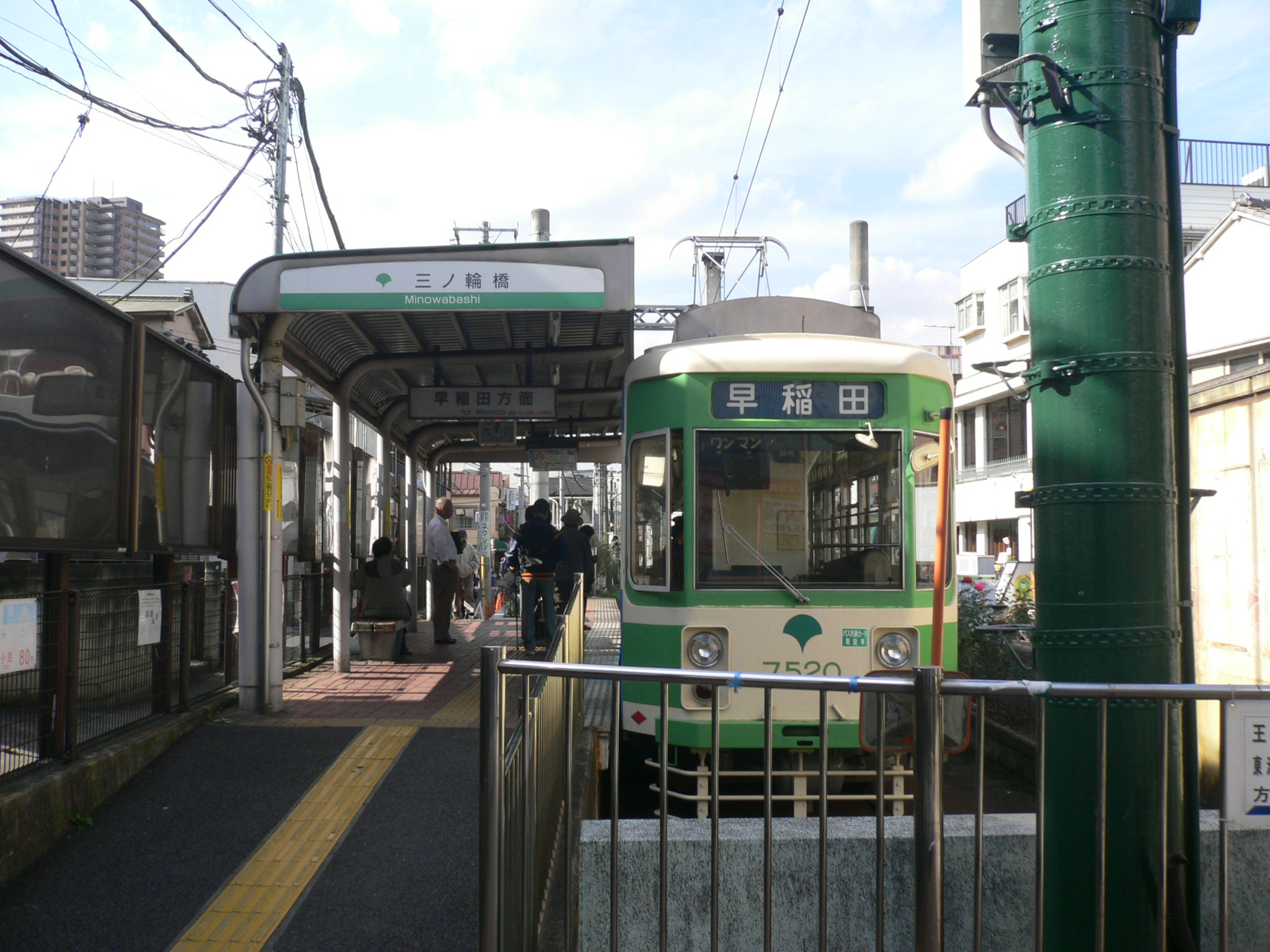
リニューアル以前の乗車ホーム（2005年10月）

## 停留場構造

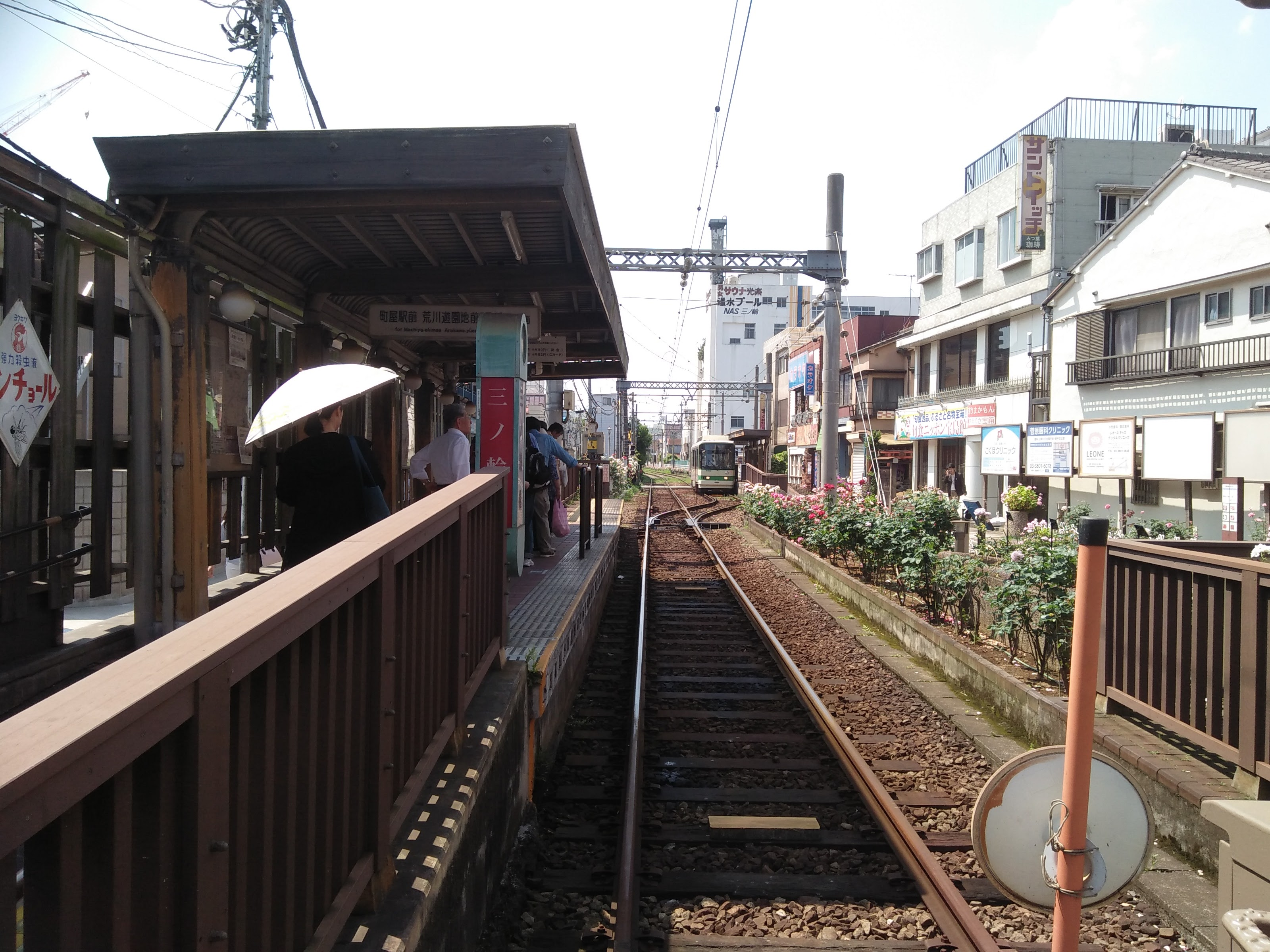
リニューアル後の停留場（2017年5月）

降車ホームと乗車ホームが別々になっている。降車ホームで乗客を降ろした後、乗車ホームに電車が移動して乗客を乗せて発車する。
| 乗車ホーム | 路線                            | 方向 | 行先                               |
| ---------- | ------------------------------- | ---- | ---------------------------------- |
| 南側       | 都電荒川線 （東京さくらトラム） | 下り | 町屋駅前・荒川遊園地前・早稲田方面 |
| 北側       | 都電荒川線 （東京さくらトラム） | -    | 降車専用                           |

## 停留場周辺
- 東京メトロ日比谷線三ノ輪駅 - 徒歩3分程度。都電では乗換駅として案内されているが、東京地下鉄は正式な乗換案内としていない。
- 浄閑寺
- 南千住砂場
- 三河島
- 千束（吉原）・・・お店の送迎（往復）は三ノ輪橋ではしていない（メトロ三ノ輪でしている）。
- 山谷
- ヨークフーズ三ノ輪店
- オリンピック三ノ輪店

## バス路線
最寄りのバス停留所は、東側の日光街道上にある三ノ輪橋、南側の明治通り上にある大関横丁（おおぜきよこちょう）である。以下の路線が乗り入れ、いずれも東京都交通局により運行されている。
三ノ輪橋
- 草43：浅草雷門行・浅草寿町行・三ノ輪駅前行 / 足立区役所行・千住車庫前行（浅草雷門行は平日のみ・浅草寿町行は土休日のみ）

大関横丁
- 里22：日暮里駅前行 / 亀戸駅前行・南千住車庫前行
- 草63：浅草寿町行 / 池袋駅東口行・巣鴨駅前行
- 草64：浅草雷門南行 / 池袋駅東口行・とげぬき地蔵前行

## 隣の停留場
東京都交通局
 都電荒川線（東京さくらトラム）
三ノ輪橋停留場 (SA 01) - 荒川一中前停留場 (SA 02)

### かつて存在していた路線
東京都交通局
都電三ノ輪線
三ノ輪車庫前停留場 - 三ノ輪橋停留場 - 南千住六丁目停留場